# دوراند (جورجیا)
دوراند (به انگلیسی: Durand) یک منطقهٔ مسکونی در ایالات متحده آمریکا است که در شهرستان مری‌وثر، جورجیا واقع شده‌است. دوراند ۲۵۶٫۰۴ متر بالاتر از سطح دریا واقع شده‌است.